# Sauce bawin
 (septembre 2024).
La sauce bawin (nom tiré du guéré « ba » : manioc et « win » : feuilles) est un plat traditionnel originaire de l’ouest de la Côte d’Ivoire. C'est une spécialité du peuple guéré. Sauce feuilles, elle est essentiellement constituée de feuilles fraîches de manioc. Ce mets fait office de plat principal et se consomme exclusivement avec du riz).

## De l’origine du bawin
Le manioc est une plante originaire d’Amérique latine. Si son introduction en Côte d’Ivoire s’est faite autour des XVIIe et XVIIIe siècles avec le peuple Akan, c’est seulement en 1979 qu’une étude a prouvé l’utilisation des feuilles de manioc dans les foyers urbains. Même si leur usage dans la cuisine ivoirienne en général et dans la gastronomie guéré en particulier pourrait remonter à plus tôt dans le milieu rural… Et pour cause, dès le XVIIIe siècle, le peuple guéré vivait déjà de l’agriculture, de la pêche, de la chasse, etc.. Quant au palmier à huile dont les graines constituent l’un des ingrédients principaux pour le bawin, il existerait depuis 3000 ans dans le pourtour du Golfe de Guinée.

## Bawin et santé
Le manioc est le 5e aliment le plus consommé au monde après le riz, le blé, le maïs et la pomme de terre. Ses feuilles, principal ingrédient du bawin, contiennent plusieurs vitamines. Il s’agit : de la Vitamine A, la Vitamine C, le Magnésium et le Potassium. Quant aux noix de palme dont le jus entre dans la préparation du bawin, elles contiennent la Vitamine E et la Vitamine K.

## Bawin et similarités
Les sauces feuilles sont consommées partout dans le monde et particulièrement en Afrique. Il en existe plusieurs variétés. Des feuilles de patates, aux feuilles d’aubergines, en passant par les feuilles de gombos aux feuilles de manioc. 
Comme le bawin en Côte d’Ivoire, la sauce feuille de manioc est aussi consommée dans d’autres régions d’Afrique. À la différence, hormis la feuille de manioc qu’elles ont en commun, les autres ingrédients, la préparation et même l’appellation diffèrent. C’est le cas du Saka saka en Afrique centrale ou du Borokhé au Mali ou en Guinée Conakry.